# Sorva
Sorva (Couma) je rod rostlin z čeledi toješťovité. Jsou to stromy a keře s jednoduchými přeslenitými listy a bílými, smetanovými nebo růžovými květy ve vrcholičnatých květenstvích. Rostliny obsahují hojný latex. Plody jsou kulovité bobule se sladkou dužninou. Rod zahrnuje 6 druhů a je rozšířen v tropické Americe. Plody některých druhů jsou sbírány jako ovoce, latex slouží k výrobě žvýkaček a domorodci jej používají k utěsňování kánoí.

## Popis
Zástupci rodu sorva jsou keře nebo stromy dorůstající výšky až 30 metrů. Při poranění roní hustý bílý latex. Listy jsou jednoduché, v přeslenech po 3 nebo 4, lysé nebo chlupaté. čepel listů je celokrajná, často na okraji podvinutá. Na řapíku je tlustá miskovitá žlázka. Žilnatina je zpeřená, postranní žilky se spojují ve smyčkách poblíž listového okraje. Květenství jsou úžlabní chudé až mnohokvěté vrcholíky, u některých druhů dlouze stopkaté. Květy jsou krátce až dlouze stopkaté. Kalich je opadavý nebo vytrvalý, složený z 5 vejčitých laloků, bez žlázek. Koruna je bílá, smetanová nebo zrzavě růžová, nálevkovitá, tenká až lehce dužnatá, s úzkou a přímou korunní trubkou. Korunní laloky se překrývají směrem doleva. Tyčinky přirůstají asi v polovině korunní trubky nebo nad ní. Prašníky jsou kopinaté, téměř přisedlé, na bázi střelovité, na vrcholu krátce ocasaté a bez pylu. Semeník je polospodní, částečně ponořený v masité tkáni, srostlý ze 2 plodolistů. Obsahuje jedinou komůrku s mnoha vajíčky. Plodem je kulovitá, mnohasemenná bobule o průměru 1 až 10 cm. Oplodí je hladké, tlustě kožovité. Semena jsou eliptická až vejčitá, vypoukle zploštělá.

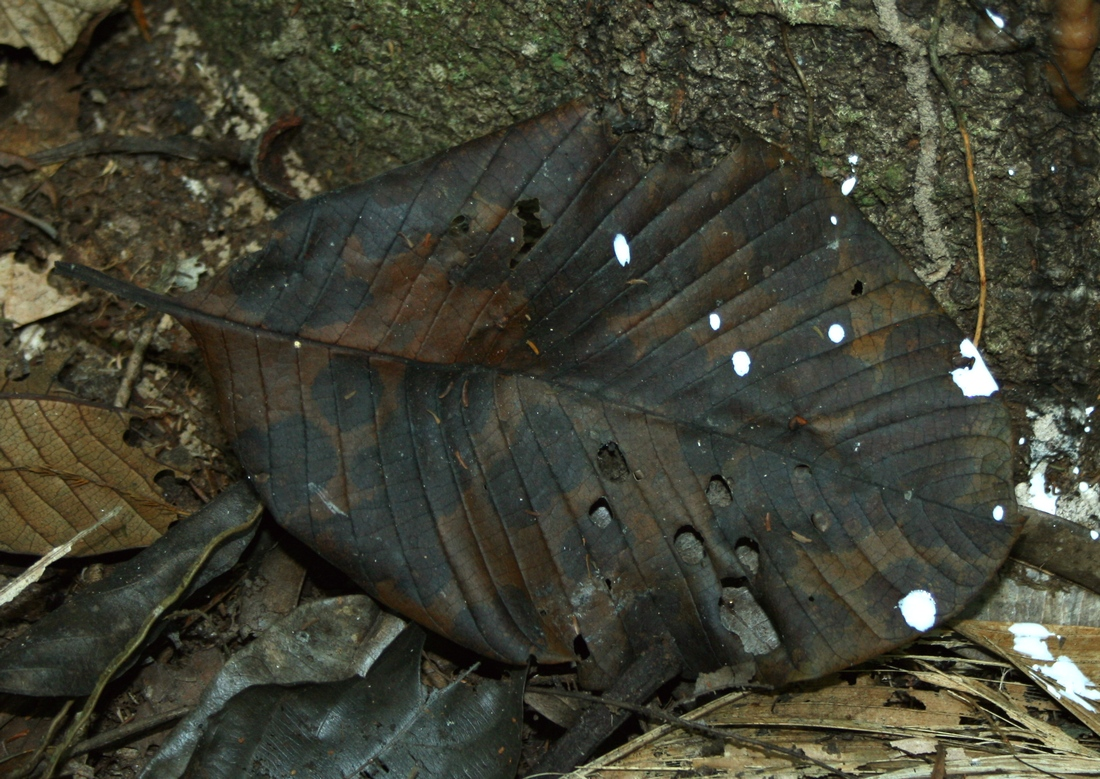
Starý list Couma macrocarpa
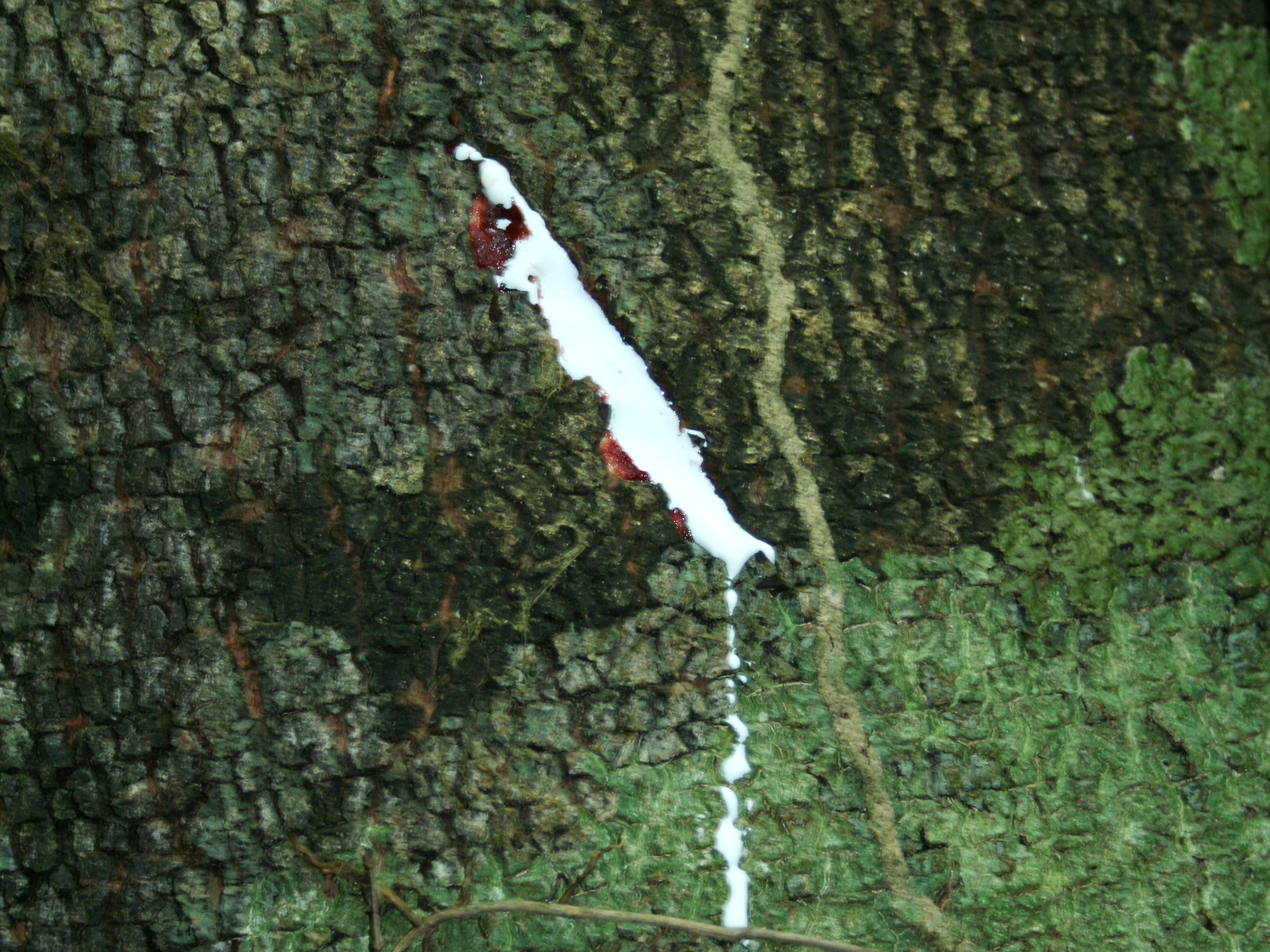
Latex prýštící z naseknutého kmene Couma macrocarpa

## Rozšíření
Rod sorva zahrnuje 5 nebo 6 druhů. Je rozšířen v tropické Střední a Jižní Americe. Většina druhů je svým výskytem vázána na Amazonii a východní Brazílii, druh Couma macrocarpa má rozsáhlý areál sahající od Guatemaly po Brazílii a Bolívii.

## Taxonomie
Rod Couma je v rámci čeledi Apocynaceae řazen do podčeledi Rauvolfioideae a tribu Willughbeieae. Mezi blízce příbuzné rody náleží Hancornia, Lacmellea a Parahancornia.

## Význam
Plody sorv jsou jedlé. Za zvlášť chutné jsou považovány plody Couma rigida. Největší plody má amazonský druh Couma catingae. Plody divokých stromů Couma utilis jsou nabízeny jako ceněné ovoce na trzích v brazilském Manaus. Dužnina má příjemnou sladkou vůni s pryskyřičnými tóny a používá se mj. k ovonění zmrzlin. Mléčná šťáva z tohoto stromu je v odlehlých oblastech používána jako náhrada mléka. Latex různých druhů sorv slouží domorodcům např. k utěsňování kánoí, latex Couma macrocarpa, C. rigida a C. utilis je zpracováván na žvýkačky.